# Cantonul La Trinité-Porhoët
Cantonul La Trinité-Porhoët este un canton din arondismentul Vannes, departamentul Morbihan, regiunea Bretania, Franța.

## Comune
- Évriguet
- Guilliers
- Ménéac
- Mohon
- Saint-Malo-des-Trois-Fontaines
- La Trinité-Porhoët (reședință)